# محمد نزال
محمد نزال «أبو براء» سياسي فلسطيني، وعضو المكتب السياسي لحركة المقاومة الإسلامية (حماس)، ينحدر من مدينة قلقيلية بالضفة الغربية، ولد في 18 فبراير/ شباط 1963 في العاصمة الأردنية عمّان. متزوج ولديه أربعة أبناء، وأحد الوجوه الإعلامية التي تتحدث باسم حركة حماس.

## التعليم
أنهى دراسته الثانوية العامة في الأردن (القسم العلمي).

## في السياسية
إلتحق بصفوف الحركة الإسلامية في سن مبكرة، وكان من الناشطين في العمل الطلابي في أوساط الطلبة الوافدين إلى باكستان، وتولى الأمانة العامة لاتحاد الطلبة المسلمين في باكستان، وهو اتحاد يجمع الطلاب الوافدين ذوي الميول الإسلامية .
تفرغ للعمل في حركة حماس منذ عام 1989م. وأعلِن ممثلاً لحركة «حماس» في الأردن في عام 1992م، ثم لاحقاً عضو المكتب السياسي لحركة المقاومة الإسلامية (حماس)، بعد إغلاق مكاتب الحركة في الأردن عام 1999م انتقل نزال إلى سوريا، وخلال هذه الفترة تولى الملف الإعلامي للحركة الذي عرف تطورا نوعيا، حيث أطلقت قناتا الأقصى والقدس.
مع اندلاع الثورة السورية غادر نزال سوريا متنقلا بين عدد من العواصم العربية. 

## في حرب غزة 2008
خلال معركة غزة ظهر كثيراً خلال 21 يوم على مختلف وسائل الإعلام المرئي والمسموع ولعب دورا بارزا.

## انتخابات حماس
أعلنت حركة حماس في السابع من مايو عام 2017 عن أنتخب محمد نزال عضو في المكتب السياسي لحركة المقاومة الإسلامية «حماس»، وذلك بعد عقد مجلس الشورى العام للحركة دورته العادية.

## وصلات خارجية
- سيرته الذاتية - الجزيرة نت
- ملف وثائق الأجهزة الأمنية الفلسطينية، برنامج بلا حدود، قناة الجزيرة، 24 ديسمبر 2008م
- حماس الواقع الأمني والسياسي على يوتيوب، برنامج مباشر مع، قناة الجزيرة مباشر، 27 فبراير 2010